# Lowell Mason
Lowell Mason   (Medfield, 8 de gener de 1792 - Orange, 11 d'agost de 1872) fou un músic estatunidenc.
Per espai de molt temps fo president de l'Handel and Haydn Society, fundà l'acadèmia musical de Boston encara existent avui dia, i va escriure diverses composicions musicals. El 1837 va fer un viatge d'estudis a Alemanya, els resultats dels quals publicà amb el títol de Musical letters from abroad.
A més publicà diverses obres clàssiques i religioses.
El seu fill William (1829-1908) també fou un músic reconegut, i l'altra Henry (1831-1890) fou un fabricant de pianos.